# Don Drummond
Don Drummond (Kingston, 12 de marzo de 1934 - Kingston, 6 de mayo de 1969) famoso trombonista jamaicano de música ska y compositor, fue uno de los miembros originales del grupo The Skatalites componiendo muchas de sus canciones.

## Biografía musical
Su carrera musical comenzó a mediados de los 50's con Eric Deans All-Stars. Continuó hacia 1960s con otros, entre ellos Kenny Williams.
Con el nacimiento del ska, Don se unió a The Skatalites. Su nombre llegó a ser conocido en Jamaica, antes de comenzar con sus problemas mentales. El pianista George Shearing lo consideró como uno de los 5 mejores trombonistas del mundo.
El 1 de enero de 1965 fue encarcelado por el asesinato de la bailarina exótica y cantante Anita "Margarita" Mahfood. Fue internado en el Asilo de Belle Vue en Kingston, donde permaneció hasta su muerte.

## Su muerte
La causa oficial de su muerte fue suicidio, pero otras teorías establecen, que sus colegas creen que fue parte de un complot por parte del gobierno contra la escena musical en Kingston, otros creen que fue asesinado por gánsteres como venganza por el asesinato de Mahfood.